# Пара- (хімія)

Положення орто-, мета- і пара- у бензеновому ядрі

Па́ра (англ. para) — дескриптор, що означає взаєморозташування двох замісників у ароматичному кільці в положеннях 1 та 4. Скорочено позначається п-.
Приклад: п-ксилен (пара-ізомер) 